# Жулебино (станция метро)
«Жуле́бино» — станция Московского метрополитена, расположенная на Таганско-Краснопресненской линии между станциями «Лермонтовский проспект» и «Котельники». С момента открытия до 21 сентября 2015 года являлась конечной станцией этой линии. Расположена на юго-востоке Москвы, в районе Выхино-Жулебино, на пересечении улиц Генерала Кузнецова и Авиаконструктора Миля за Московской кольцевой автодорогой.
Станция открыта 9 ноября 2013 года в составе участка «Выхино» — «Жулебино». Своё название получила по одноимённому микрорайону.

## Сроки
На одном конце в северо-восточном подземном вестибюле — эскалаторы, на другом конце в юго-западном подземном вестибюле — общая лестница. В соответствии с Постановлением Правительства Москвы № 961-ПП от 30 октября 2007 года ввод станции был запланирован на 2011 год. Однако сроки постоянно сдвигались.
8 июля 2013 года на перегоне «Выхино» — «Лермонтовский проспект» во время проходки межтоннельной сбойки — небольшого хода между левым и правым тоннелями — произошёл прорыв водонасыщенного грунта из забоя (участок располагался на территории бывших косинских болот); как выяснилось, водоприток оказался выше, чем можно было предположить по результатам геологических изысканий. Строители успели эвакуироваться. Произошло смещение обделки обоих тоннелей на величины, превышающие критические, на протяжении примерно 80 метров. Участки тоннелей длиной 150 метров были закрыты и забетонированы с обеих сторон для предупреждения возможности повреждения тоннелей на большем протяжении.
Открытие было запланировано на 4—6 ноября 2013 года, однако по техническим причинам состоялось лишь 9 ноября. С открытием «Жулебино» и «Лермонтовского проспекта» в Московском метрополитене стало 190 станций.

## История
Открытие метро в Жулебино было запланировано ещё в СССР в конце 1980-х, но проект остался только на бумаге. Рассматривалось три варианта строительства метро в Жулебино: либо одна станция в районе платформы Косино, либо две станции — в центре Жулебино и ближе к его юго-восточной окраине, либо даже три станции — у платформы Косино, в районе Хвалынского бульвара и поворота Лермонтовского проспекта, а также на улице Генерала Кузнецова.
24 июня 2008 года постановлением Правительства Москвы № 564-ПП станции было присвоено наименование «Жулебино» из-за её расположения в районе Выхино-Жулебино
В августе 2010 года на общественные слушания был выставлен проект, состоящий из двух станций: «Пронская» и «Жулебино». Первую планировалось разместить у примыкания одноимённой улицы к Жулебинскому бульвару, вторую — под улицей Генерала Кузнецова в районе Тарханской улицы.
Однако новый мэр Москвы С. С. Собянин вернулся к идее расположения первой станции вблизи пересечения Лермонтовского проспекта и Хвалынского бульвара, с наименованием этой станции «Лермонтовский проспект».
Ранее рассматривалась возможность продления линии до города Люберцы, с расположением конечной одноимённой станции на пересечении Октябрьского проспекта и Комсомольской улицы. Однако в феврале 2011 года главный архитектор Москвы Александр Кузьмин заявил: для жителей Жулебино предполагается построить 3 новых станции, при этом «на старой Рязанке будет построен транспортно-пересадочный узел (ТПУ). Дальше пойдём в Жулебино, а далее будем выходить на Котельники».
Станция открылась 9 ноября 2013 года в составе участка «Выхино» — «Жулебино», после ввода в эксплуатацию которого в Московском метрополитене стало 190 станций.
С 28 октября по 3 ноября 2017, а также с 24 по 30 марта 2018 года станция была закрыта для пассажиров в связи с проведением работ по сооружению тоннеля строящейся Некрасовской линии под тоннелями Таганско-Краснопресненской линии.

## Ход строительства

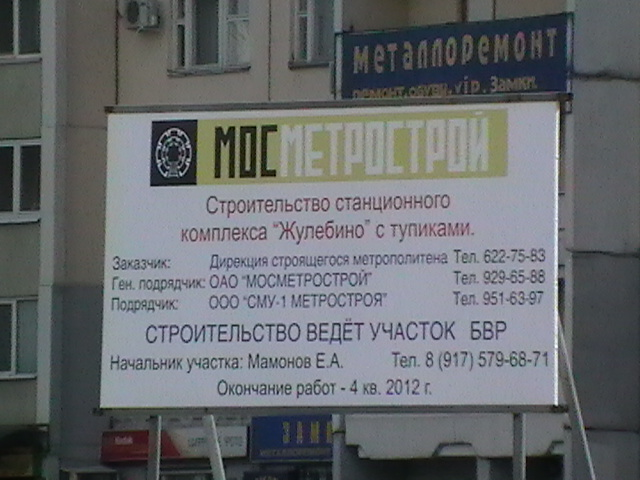
Информационный щит co сроком окончания строительства станции метро Жулебино 4 квартал 2012

Управляющая компания по строительству станции — АО «Мосинжпроект».
- Май 2011 года. Огорожен небольшой участок в предполагаемом месте расположения станции на пересечении улиц Генерала Кузнецова и Авиаконструктора Миля. По всей трассе проводились исследования грунта.
- Начало сентября 2011 года. На огороженном до этого участке активности нет. На улице Генерала Кузнецова на отрезке от улицы Маршала Полубоярова до улицы Авиаконструктора Миля огорожен продолжительный участок и установлена тяжёлая техника. На информационном щите сроком окончания строительства указан: сентябрь 2013.
- Конец сентября 2011 года. Ведутся активные работы, бульвар на ул. Генерала Кузнецова перекопан.
- Январь — февраль 2012 года. Начали завозить детали проходческого щита. Идет активная разработка котлована монтажной камеры, котлована на месте будущих оборотных тупиков, началось раскрытие котлована самой станции. Перекрыто движение по ул. Авиаконструктора Миля, нет пересечения с ул. Генерала Кузнецова, строится подземный переход.
- 23 марта 2012 года — 27 марта 2013 года. Прокладка левого тоннеля от станции «Жулебино» до станции «Лермонтовский проспект»[19][20].
- Октябрь 2012 года. Объявлен тендер на закупку эскалаторов для станции[21].
- 1 февраль — 30 мая 2013 года. Проходка правого тоннеля от станции «Жулебино» до станции «Лермонтовский проспект»[22][23].
- 22 мая 2013 года. Было перекрыто сквозное движение по улице Генерала Кузнецова в связи со строительством подземных пешеходных переходов и лестничных выходов со станции метро «Жулебино», изменились некоторые маршруты внутри района[24].
- Июнь 2013 года. Установка эскалаторов в северном вестибюле.
- Июль 2013 года. Началось восстановление бульвара на улице Генерала Кузнецова. Возведение некоторых павильонов. Идёт облицовка платформы станции[25].
- Август 2013 года. Заканчивается облицовка станции. На некоторых павильонах появилась вывеска с названием.
- Сентябрь 2013 года. Приезд Сергея Собянина и запуск тестового поезда для станций «Лермонтовский проспект» и «Жулебино».
- Октябрь 2013 года. Участки строительства локализованы в малые зоны; некоторые выходы не достроены.
  - Запуск габаритного вагона-дефектоскопа по новому участку — 29 октября,
    - пробного состава — 31 октября.
- Открытие станции ожидалось 6 ноября 2013 года[9], но не состоялось из-за поломки поезда[26].
- 9 ноября 2013 года состоялось открытие станции; пассажиров на станцию стали пускать в 11 часов[1][4].
- Февраль 2014 года, в середине месяца вновь начались работы по завершению строительства четырёх юго-западных выходов из метро (на пересечении улиц Генерала Кузнецова и Авиаконструктора Миля).
- 6 марта 2014 года был открыт выход из северного вестибюля на нечётную сторону улицы Генерала Кузнецова.
- 1 сентября 2014 года были открыты выходы из южного вестибюля на чётную сторону улицы Генерала Кузнецова.
  - В первой половине 2015 года, в преддверии подключения нового участка до станции «Котельники», были выявлены и устранены серьёзные неполадки в сфере технического обслуживания станции и её камеры тупиковых съездов. Это привело к задержке ввода в эксплуатацию нового участка.

## Архитектура и оформление
Архитектурный проект станции был подготовлен архитекторами Л. Л. Борзенковым (руководитель авторского коллектива), М. В. Воловичем, С. Ф. Костиковым, Т. А. Нагиевой, Н. Н. Солдатовой, В. К. Уваровым.
Станция «Жулебино» — колонная двухпролётная станция мелкого заложения. Цветовое решение одного из вестибюлей выдержано в зелёных тонах, другого — в оранжевых. Поэтому и цветовая гамма станционного зала варьируется: по направлению к центру Москвы цвет колонн — красно-оранжевый, а по направлению из центра — зелёный; колонны постепенно меняют цвет от салатового до ярко-рыжего.
Вместо традиционных в оформлении станций Московского метрополитена гранита и мрамора применены керамика и навесные металлические панели с зеркальным вандалоустойчивым покрытием («зеркала»).

## Путевое развитие
За платформой станции с юго-западной стороны расположены шестистрелочные оборотные тупики.

## Критика
Высказывалось мнение, что продление линии в Жулебино может привести к такой перегрузке линии, которая сделает невозможной её эксплуатацию. Из района наземный общественный транспорт ведёт к трём последовательно расположенным станциям метро (маршруты автобусов № 89, 177, 279, 669 и прочие), что уже распределяет основной поток пассажиров, который при строительстве новой станции не сможет повлиять на перегрузку линии.

## Галерея
| - Строительство станции. Февраль 2012 года - Зал станции ближе к станции «Котельники». |

## Станция в цифрах
- Таблица времени прохождения первого поезда через станцию[28]:

| По чётным числам                           | Будние дни | Выходные дни |
| По нечётным числам                         | Будние дни | Выходные дни |
| В сторону станции «Котельники»             | 05:49:00   | 06:02:00     |
| В сторону станции «Котельники»             | 05:48:00   | 05:48:00     |
| В сторону станции «Лермонтовский проспект» | 05:52:00   | 05:53:00     |
| В сторону станции «Лермонтовский проспект» | 05:43:00   | 05:40:00     |

## Наземный общественный транспорт
На этой станции можно пересесть на следующие маршруты городского пассажирского транспорта:
- Автобусы: м79, 177, 279, 669, 739, н7